# Secret Summer
Secret Summer è il quinto EP del gruppo musicale sudcoreano Secret, pubblicato nel 2014 dall'etichetta discografica TS Entertainment.

## Il disco
Dopo le promozioni di "YooHoo" in Giappone, il 7 luglio venne confermato il loro ritorno in Corea del Sud ad agosto con un quinto EP, la cui title track composta da Duble Sidekick. Il 27 luglio fu rivelata la data di uscita del disco: prima dell'annuncio ufficiale da parte della TS Entertainment, fu diffusa la notizia attraverso dei manifesti appesi nelle città. Il giorno seguente venne diffuso un teaser televisivo, mentre il 3 e 4 agosto furono pubblicate, rispettivamente, le foto teaser di Hyoseong e Jieun, e di Sunhwa e Hana. Il 5 agosto, la TS Entertainment rivelò la tracklist con un'anticipazione sui brani contenuti nel disco. L'11 agosto fu pubblicato l'EP completo, in due diverse edizioni, con il video musicale della title track. Inoltre, il 13 agosto furono rivelati i dietro le quinte del video musicale. Il brano "I'm in Love" fu utilizzato come traccia promozionale nelle loro performance nei programmi M! Countdown, Music Bank, Show! Music Core e Inkigayo.

## Tracce
1. Feel The Secret – 1:12 (Park Soo-seok, Inwoo)
2. I'm in Love – 3:28 (Duble Sidekick)
3. Look At Me – 3:23 (testo: MARCO, New Sun – musica: MARCO)
4. U R Fired – 3:28 (Park Soo-seok, Inwoo)
5. Could Do Well (잘할 텐데) – 3:05 (MARCO)
6. I'm in Love (Inst.) – 3:28 (Duble Sidekick)

Durata totale: 18:04

## Certificazioni
Corea del Sud
(vendite: 10 931+)

## Formazione
- Hyoseong – voce
- Hana – rapper, voce
- Jieun – voce
- Sunhwa – voce